# Chrysso tiboli
Chrysso tiboli là một loài nhện trong họ Theridiidae.
Loài này thuộc chi Chrysso. Chrysso tiboli được Alberto Barrion & James A. Litsinger miêu tả năm 1995.